# Mimetus haynesi
Mimetus haynesi är en spindelart som beskrevs av Willis J. Gertsch och Stanley B. Mulaik 1940. Mimetus haynesi ingår i släktet Mimetus och familjen kaparspindlar. Inga underarter finns listade i Catalogue of Life.